# Honoré Charles Reille
Pour les articles homonymes, voir Reille.
Pour les autres membres de la famille, voir Famille Reille.
Honoré Charles Michel Joseph Reille, 1er comte Reille et de l’Empire, né le 1er septembre 1775 à Antibes et mort le 4 mars 1860 à Paris, est un général français de la Révolution et de l’Empire, élevé à la dignité de maréchal de France par Louis-Philippe.

## Biographie

### La Révolution

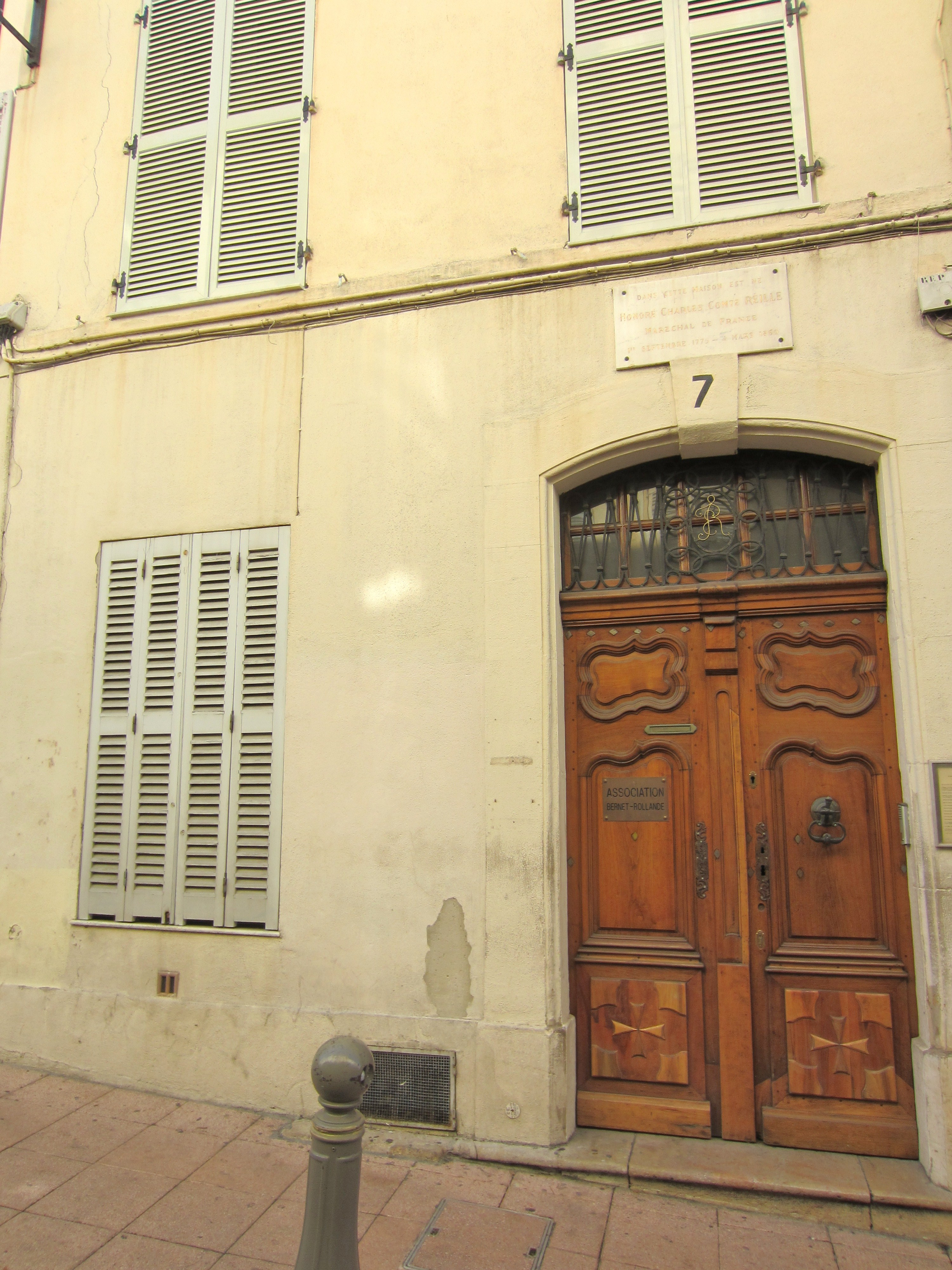
Maison d'Antibes où il naquit.

Né à Antibes de Joseph-Esprit Reille (1744-1808), lieutenant de justice royale et maire d'Antibes, et de Marie-Marguerite Vacquier (1754-1825), il termine ses études chez un instituteur particulier et entre au service comme grenadier au 1er bataillon de volontaires du Var le 1er octobre 1791. Il devient sous-lieutenant au 94e régiment d'infanterie (ci-devant Royal-Hesse-Darmstadt) le 15 septembre 1792. Il fait ses premières campagnes en Belgique et se trouve aux combats de Rocoux, de Liège, à la bataille de Neerwinden, etc. Élevé au grade de lieutenant en récompense de son courage le 27 novembre 1793, il est nommé capitaine le 23 mai 1796, aide de camp du général Masséna le 5 novembre de la même année, et assiste aux affaires qui amenèrent la prise des forts et la reddition de Toulon.
Il accompagne Masséna en Italie, se signale aux différents combats qui eurent lieu avant la prise de Saorgio, exécute une charge brillante sous le général Schérer le 30 avril 1794, fait preuve d’intrépidité à Montenotte, à Dego, à Lodi et à la première bataille de Rivoli où, enveloppé par l’ennemi en reconnaissant le cours de l’Adige, il se fait jour à travers de nombreux bataillons ; il acquiert une nouvelle gloire à Ballano, à Saint-Georges, sur la Brenta, où il est blessé, à Caldiero, à Arcole, à la Favorite, à Belluno, à Freymar et à Tarvis. À cette dernière affaire, chargeant un régiment de cavalerie, presque tous les chevaux s’abattent à la fois, et le combat qui continue à pied finit par la prise ou la mort de ce régiment. Promu chef d’escadron provisoire, sur le champ de bataille le 7 janvier 1797, il est reconnu en cette qualité le 23 mai suivant par le général en chef de l'armée d'Italie et cité.
Après le traité de Campo-Formio, Masséna ayant obtenu le commandement de l’armée d'Helvétie, Reille est nommé adjudant-général le 15 février 1799, et reçoit l'ordre de reconnaître tous les passages du Rhin, depuis les Grisons jusqu’au lac de Constance, ainsi que les positions de l’ennemi ; le plan de campagne est réglé sur ses rapports. Il combat à Coire, à Feldkirchen, Luciensteidt, près de Zurich et à Schwytz. Le général Oudinot ayant été blessé, il le remplace dans le commandement de ses troupes, traverse le premier le Limmat, entre dans Zurich avec Masséna et fait des prisonniers en poursuivant l’ennemi. Il couvre le mouvement rétrograde des troupes françaises lors des attaques dirigées contre Suwarow dans le Muttenthal, et prend une part active à la bataille où est tué le prince Talinsky. Lorsque Masséna se rend à Gênes comme général en chef, il ordonne à Reille de reconnaître les positions de l'armée française, depuis Nice jusqu’au Mont-Cenis, et cet officier répond parfaitement à la confiance de son chef. Il porte au Premier consul un rapport intéressant, sert quelque temps auprès de lui, et reporte au général Masséna le plan de la campagne. Reille passe la nuit au milieu de la flotte anglaise qui bloque Gênes, échappe au feu des batteries, aux chaloupes qui le poursuivent, et entre dans cette ville le 2 mai 1800. Il se distingue au combat du 21 et à celui du 23 sur le mont Creto, où il succède au général Spital qui est blessé, et partage la gloire du blocus. Revenu en France en août 1800, il retourne en Italie avec des corps d’élite aux ordres de Murat, commande à Florence, est chef d’état-major d’une armée d’observation, et sous-chef d’état-major général des armées françaises en Italie.

### Sous le Consulat et l'Empire
Le 29 août 1803 il est promu général de brigade, sert au camp de Boulogne, est envoyé peu après par le premier Consul en Bavière et en Autriche afin d’observer les mouvements militaires des ennemis. De retour à Paris, il est chargé d’inspecter l’organisation des troupes venant de Saint-Domingue. Cette mission remplie, il obtient sous le général Lauriston le commandement en second des troupes embarquées à Toulon sur la flotte de l’amiral Villeneuve et assiste au combat du Finistère. Il quitte la flotte à Cadix et rejoint la Grande Armée pour la campagne d'Austerlitz ; durant cette campagne, il commande dans la haute Autriche, le 14 décembre 1806, une brigade du 5e corps qui marche en première ligne au combat de Saalfeld et à la bataille d'Iéna. 
À celle de Pułtusk, sa brigade enfonce le centre des Russes, et il est élevé au grade de général de division le 30 décembre 1806 ; le général Gudin ayant été blessé, il prend sa place, et quelques jours après, le maréchal Lannes le choisit pour son chef d’état-major. Se trouvant à la gauche d’Ostrolenka au moment où les Russes attaquent cette ville, Reille entendant une vive canonnade, s’y porte et trouve les brigades Ruffin et Campana péniblement engagées avec toute l’armée russe : il se charge du commandement de ces brigades et conserve la ville malgré les attaques des ennemis qui ont des forces quadruples et trente pièces d’artillerie contre six. Cependant les Russes pénètrent deux fois dans Ostrolenka, mais ils sont écrasés, et y laissent plus de 400 morts, 700 blessés et 300 prisonniers. Cette journée où Reille joint l’intrépidité à la prudence, décide l’Empereur à en faire son aide de camp le 13 mai 1807, et à le charger d’assister au siège de Stralsund. Après la paix de Tilsitt, il devient commissaire extraordinaire en Toscane, d’où il part pour la Catalogne, où il signale son arrivée par la levée du siège de Figuières, le siège et la prise de Roses dont il forme la garnison quand le général Gouvion Saint-Cyr entre en Catalogne. En septembre 1809, il est nommé commandant du 1er corps de l’armée du Nord de l’Espagne. Envoyé à la grande armée, le général Reille y arrive pour assister au passage du Danube et à la bataille de Wagram, où il commande la division de la Garde chargée de soutenir la batterie de 100 pièces de canon du général Lauriston.
Instruit du débarquement des Anglais en Zélande, l’Empereur confie au général Reille l’un des trois corps formés de l’armée de Bernadotte. De la Zélande il retourne en Espagne comme gouverneur de la Navarre le 29 mai 1810, bat Francisco Espoz y Mina au Carascal, à Serin, et détruit, avec deux compagnies de hussards, trois bataillons espagnols. Le maréchal Suchet n’ayant pas assez de forces pour le siège de Valence, Reille s’y porte avec la division de son nom, la division Severoli, et concourt à la prise de cette place. Reille commande en chef, en Aragon, le corps de l’Èbre le 26 janvier 1812 jusqu’au 16 octobre 1812, époque où il reçoit le commandement de l’armée de Portugal, forte de 30 000 hommes. Le roi Joseph Bonaparte ayant pris la résolution de concentrer toutes ses forces en avant de l’Èbre, le général Reille évacue les provinces qu’il occupe et se dirige vers les hauteurs de Pancorbo, en soutenant le choc des ennemis et en conservant ses positions. Les armées du Centre et du Portugal s’étant rassemblées à Pancorbo, on tient un conseil de guerre pour décider quelle position on prendrait. Le général Reille propose de réunir toutes les troupes disponibles, montant à 70 000 hommes, et de prendre la ligne d’opérations par Logroño et la Navarre ; mais on juge à propos de ne point quitter la route de France, et Wellington ayant prévenu le rassemblement des troupes françaises qui ne sont que de 33 000 combattants, quand il en a 90 000, les Français sont attaqués et battus. Reille se défend avec 7 000 hommes contre près de 20 000, et ne se retire que par ordre. Dans ces dernières opérations contre les Anglais, les Espagnols et les Portugais coalisés, il commande l’aile droite française le 6 juillet 1813, combat sur la Bidassoa, en Navarre, à Orthez et à Toulouse.

### Cents-Jours, Restauration et monarchie de Juillet

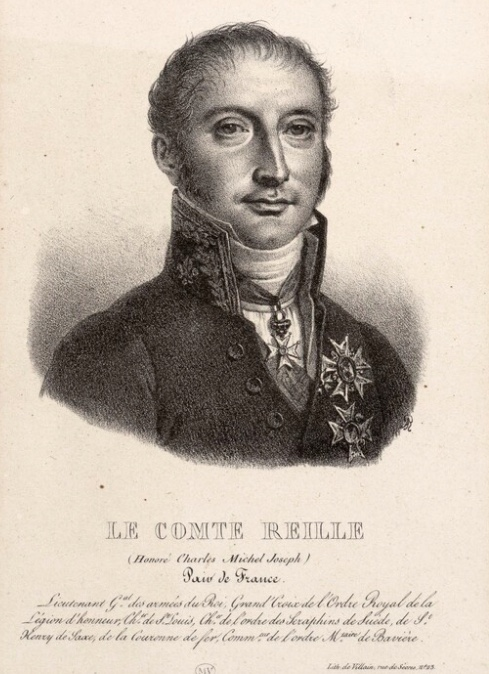
Honoré Reille.

Après la paix, il épouse la fille du maréchal Masséna. À la première Restauration en 1814, il est nommé inspecteur général d’infanterie des 14e et 15e divisions. Au 31 mars 1815, il est envoyé à Valenciennes pour y prendre le commandement du 2e corps d’armée, combat aux Quatre-Bras et à Waterloo, où il a deux chevaux blessés sous lui. Le 30 juillet 1823, le général Reille a été nommé membre de la commission de défense, laquelle commission n’a pas été formée ; et le 17 février 1828, il fait partie du Conseil supérieur de la guerre. Le 15 novembre 1836, il est élu président du Comité de l’infanterie et de la cavalerie, et le 17 septembre 1847, le roi Louis-Philippe Ier l’élève à la dignité de maréchal de France ; il est déjà pair de France. 
Il meurt le 4 mars 1860, à Paris et est enterré au cimetière du Père-Lachaise dans la même tombe que Masséna.

### Famille
Il épouse en 1814 Victoire Thècle Masséna d'Essling et de Rivoli (1794-1857), fille d'André Masséna, dont quatre enfants :
- André (1815-1887), marié en 1870 avec Louise Charlotte de Bongars (1823-1894) ;
- Charles Gustave (1817-1817) ;
- Gustave (1818-1895), marié en 1848 avec Françoise Anna Masséna d'Essling et de Rivoli (1824-1902) ;
- René (1835-1898), marié en 1860 avec Marie Eulalie Soult de Dalmatie (1844-1910).

## Hommages

### Décorations
- Légion d'honneur
  - Commandeur de la Légion d'honneur le 14 juin 1804 ;
  - Grand officier de la Légion d'honneur le 29 juillet 1814 ;
  - Grand-croix de la Légion d'honneur le 14 février 1815.
- Ordre royal et militaire de Saint-Louis
  - Chevalier de Saint-Louis le 27 juin 1814.
- Chevalier de l'ordre de la Couronne de fer en 1807.
- Commandeur de l’ordre militaire de Maximilien-Joseph de Bavière en 1807.
- Chevalier de l'ordre de Saint-Henri de Saxe en 1807.
- Grand-croix de l'ordre de la Réunion le 3 avril 1813.
- Chevalier grand-croix de l’ordre des Séraphins de Suède en 1815.
- Chevalier de l'ordre du Saint-Esprit le 21 février 1830.
- Médaille militaire le 13 juin 1852.

### Autres
- À Toulouse, une rue du quartier Marengo porte son nom depuis 1878.
- À Paris, une avenue porte son nom dans le 14 ème arrondissement depuis 1865.

## Armoiries
| Figure | Blasonnement |
|        | Armes du comte Reille et de l'Empire : Coupé, au I parti des comtes militaires et de gueules à trois bandes d'argent chargées de cinq étoiles d'azur posées, trois sur celle du milieu et une sur chacune des autres ; au II de sinople au centaure passant, l'arc tendu du même et décochant une flèche d'or. |
|        | Armes de Reille sous la Restauration : pair de France (baron-pair héréditaire le 5 mars 1819, sur institution d'un majorat de pairie par lettres patentes du 13 mars 1820) : De sinople au centaure passant d'argent, l'arc tendu du même et décochant une flèche d'or., On trouve aussi : - De sinople au centaure passant, l'arc en main décochant une flèche, le tout d'argent., - De sinople, à un centaure Sagittaire d'or, décochant une flèche d'un arc. |
|        | Armes de Reille sous la monarchie de Juillet : maréchal de France |

## Sources
- « Honoré Charles Reille », dans Charles Mullié, Biographie des célébrités militaires des armées de terre et de mer de 1789 à 1850, 1852 [détail de l’édition]
- « Honoré Charles Reille », dans Adolphe Robert et Gaston Cougny, Dictionnaire des parlementaires français, Edgar Bourloton, 1889-1891 [détail de l’édition]
- Georges Six, Dictionnaire biographique des généraux & amiraux français de la Révolution et de l'Empire (1792-1814), Paris : Librairie G. Saffroy, 1934, 2 vol., p. 351-353